# KV–13

A KV–13 (Object 233) egy szovjet kísérleti közepes harckocsi volt, melyet a II. világháború idején készítettek el. A KV–1-es nehéz harckocsi alvázára építették 1941 végén-1942 elején. Univerzális járműként tervezték, amellyel egyszerre váltották volna le a T–34-eseket és a többi Kliment Vorosilov nehéz harckocsit.
Az első prototípus 1942 tavaszán készült el, ám az év végére a tesztek kimutatták a jármű mechanikai megbízhatatlanságát, a nagyobb páncélvédelem szükségét és, hogy be kell szerelni egy új, háromüléses tornyot. Még 1942 decemberében megkezdték a két módosított prototípus fejlesztését, ám ezt nem sokkal később leállították, mivel végül a T–34-esek gyártására helyezték a hangsúlyt. Később a fejlesztés során felhalmozott adatokat felhasználták a ISZ–1-es nehéz harckocsi elkészítésében.

## Fordítás
- Ez a szócikk részben vagy egészben  a   KV–13 című angol Wikipédia-szócikk ezen változatának fordításán alapul.  Az eredeti cikk szerkesztőit annak laptörténete sorolja fel. Ez a jelzés csupán a megfogalmazás eredetét és a szerzői jogokat jelzi, nem szolgál a cikkben szereplő információk forrásmegjelöléseként.